# سيد أباد (إسفراين)
سيد أباد (بالفارسية: سیدآباد) هي قرية تقع في قسم روئين الريفي (مقاطعة إسفراين) في إيران.